# The Calling (2000)
The Calling ist ein von Bernd Eichinger produzierter und Richard Caesar inszenierter Horrorfilm aus dem Jahr 2000, der in deutsch-amerikanischer Koproduktion entstand. Der Film erzählt die Geschichte eines Jungen mit dämonischen Fähigkeiten. 

## Handlung
Schon in der Hochzeitsnacht beschleicht Kristie St. Clair ein ungutes Gefühl. Marc, den sie erst 8 Monate zuvor kennenlernte, führt sie an einen unheimlichen Ort. Trotz ihres Unbehagens haben sie dort Geschlechtsverkehr, der zur Schwangerschaft führt. Der Zeitpunkt sei günstig, es ist Vollmond, meinte er. Kristie gebiert einen Sohn, Dylan, und die ersten acht Lebensjahre verlaufen glücklich. Doch dann geschehen merkwürdige Dinge. Unter anderem erfreut sich Dylan daran, Menschen und Haustieren in seiner Umgebung Verletzungen zuzufügen.
Eine Freundin der Familie, Elizabeth Plummer, überredet Kristie, einen stressigen Job in ihrem Medienunternehmen anzunehmen, der sie durch Dienstreisen hin und wieder von ihrer Familie trennt. So muss sie beispielsweise den Heiligen Abend allein in einem Londoner Hotelzimmer verbringen. Zeitgleich vollführt Ehemann Marc gemeinsam mit Elizabeth, die sich als seine Geliebte herausstellt, ein schmerzhaftes Ritual an Dylan, das für sein weiteres Leben von immenser Bedeutung sein wird. Kristie spürt, dass etwas nicht in Ordnung ist. 
Auf dem Heimweg verkündet ihr der Taxifahrer Carmac, dass Dylan vom Teufel gezeugt wurde und in ihm ein neuer Herrscher heranwächst, dessen Ruf eines Tages abertausende Jünger folgen werden. Kristie schenkt seinen Ausführungen keinen Glauben. Dass Dylan nach ihrer Rückkehr an beiden Händen Verletzungen trägt und eine Begabung zum Rückwärtssprechen zeigt, kommt ihr jedoch unheimlich vor. Carmacs Mythen scheinen sich zu bewahrheiten. Kristie will ihren Sohn durch eine Taufe retten. In einer Nacht-und-Nebel-Aktion entführt sie ihren Sohn in eine Kirche, legt ihn auf den Altar und benetzt ihn mit Weihwasser. Er schreit fürchterlich. Marc erscheint mit Polizisten und verhindert Weiteres. Kristie hält nun jeder im Ort für verrückt und Marc zieht mit Dylan zu Elizabeth. 
Als auch Kristie im Begriff ist, aus dem gemeinsamen Haus auszuziehen, findet sie den Ohrring ihrer zur Weihnachtszeit ermordeten Freundin. Jetzt hat sie keine Zweifel mehr, dass in ihrer Familie Böses vor sich geht. Carmac kennt nur eine Lösung: die Umkehrung des heiligen Sakraments der Taufe. Das heißt, Kristie muss ihren Sohn ertränken. Carmac und Kristie entführen den schlafenden Jungen aus Elizabeths Haus und bringen ihn zur nahegelegenen Meeresküste. Kristie drückt ihren Sohn minutenlang unter Wasser, hin- und hergerissen zwischen Mutterliebe und Tötungswahn. Mit Carmacs Hilfe gelingt das Unterfangen. 
Während Dylans Beerdigung zieht sich der Himmel zu und ein Sturm kommt auf. Die Beerdigung wird im Fernsehen übertragen und so sieht Kristie, die inzwischen im Krankenhaus liegt, dass sich auch Carmac unter den Trauergästen befindet. Carmac entblößt seine Brust und aufgrund seiner Narben erkennt Kristie, dass er in ihrer Hochzeitsnacht zugegen war und folglich der Teufel sein muss. Als das Tosen nachlässt, vernehmen die Trauergäste ein Klopfgeräusch aus Dylans Sarg. Dylan lebt. Nachdem er den Umstehenden erklärte, wie sehr er seine Mutter trotz allem liebe, setzt er seine telekinetischen Fähigkeiten ein und gibt einem anwesenden Polizisten durch reinen Blickkontakt Order, Kristie im Krankenhaus zu töten. Doch die ist bereits auf der Flucht mit einem Priester, der durch die Ereignisse vom Glauben abkam.

## Hintergrund
Gedreht wurde in der englischen Grafschaft Cornwall und der britischen Hauptstadt London.
Weltweiter Kinostart war am 21. Dezember 2000 in Deutschland. Am 26. Juli 2001 begann der Video- und DVD-Verkauf.

## Kritiken
„Unorigineller Horrorfilm, der sich an einschlägigen Vorbildern abarbeitet, dabei aber lediglich Belanglosigkeiten aneinander reiht, ohne das Genre und seine Regeln ernst zu nehmen.“

„Kritiker bemängelten vor allem die Naivität der Hauptdarstellerin, loben aber die Unvorhersehbarkeit des Endes.“

„Eigentlich ein wirklich geschickt aufgebautes Drehbuch. Es hat einige Wendungen zu bieten und ohne große Spezialeffekte weiß es Spannung und jede Menge Atmosphäre aufzubauen. Der Film ist sicherlich nicht sehr aufwendig inszeniert worden, doch er präsentiert die bislang beste „Sohn des Satans“-Geschichte seit „Das Omen“. […] Ein Meilenstein des Horrorfilms ist es aber sicher nicht.“

„Dieser Film schafft es, mit ernster Grabesmiene so zu tun, als hätte es Rosemary's Baby und all die anderen Kinder-des-Satans-Filme nie gegeben. Die Überfrachtung mit umgedrehten Kreuzen, flackernden Kerzen und schwarzen Raben macht das Ganze auch nicht subtiler oder interessanter. Diese Versatzstücke aus hundert Vorgängerfilmen werden mit einer Begeisterung zusammengefügt, als seien sie gerade ganz frisch vom Himmel gefallen.
Und wer nicht unter dem Gewicht der religiösen und okkulten Symbole zusammengebrochen ist, dem wird alles dann noch mal ausführlich von einer quiekigen Fernsehkommentatorin erklärt. Auch die Kamera versackt in schnörkeligen, barock anmutenden Bildern und scheitert trotz aller Detailaufnahmen und Parallelmontagen bei dem Versuch, das allzu Offensichtliche noch ein wenig zu verschleiern. Eigentlich ist es nicht mal das ärgerlichste, von diesem Film für dumm gehalten zu werden; schlimmer ist die Folge davon, ein elementarer Verstoß gegen das erste Gebot im Dekalog des Horrorfilms: Du sollst dich gruseln.“

„'Rosemaries Baby' und 'Das Omen' für ganz, ganz Arme. Zu offensichtlich orientiert sich Regiedebütant Richard Caesar mit diesem übel inszenierten und gespielten Horrorstreifen an den Klassikern, ohne auch nur eine Sekunde in deren Nähe zu gelangen. Die Mutter ist derart naiv, dass sich der Zuschauer bald gelangweilt im Kinosessel quält, weil sowieso schon jeder weiß, was als nächstes passiert. Einfach arm!“